# Huangzhu, Gansu
Huangzhu är en köping i nordvästra Kina. Den ligger i Cheng härad i staden Longnan i provinsen Gansu, omkring 290 kilometer sydost om provinshuvudstaden Lanzhou. Antalet invånare är 9 186. Befolkningen består av 4 266 kvinnor och 4 920 män. Barn under 15 år utgör 18,0 %, vuxna 15-64 år 72 %, och äldre över 65 år 8,0 %.